# Goniodoris flavidula
Goniodoris flavidula Bergh, 1873 è un mollusco nudibranchio della famiglia Goniodorididae, dall'incerto status tassonomico.
La specie figurava come possibile sinonimo di Thorunna furtiva nell'Indice sistematico dei Nudibranchia di Gary R. McDonald del 2006.
Il World Register of Marine Species le assegna lo status di nomen dubium, di incerto significato tassonomico, in quanto non esiste un olotipo e la descrizione originale è troppo generica.